# Anders Johannessen
Pour les articles homonymes, voir Johannessen.
Anders Halland Johannessen (né le 23 août 1999 à Drøbak) est un coureur cycliste norvégien, membre de l'équipe Uno-X Pro. Son frère jumeau Tobias est également coureur cycliste dans la même équipe,.

## Biographie
En décembre 2023, Uno-X Pro, qui devient en 2024 Uno-X Mobility, annonce la prolongation de contrat des jumeaux Johannessen jusqu'en fin d'année 2026.

## Palmarès sur route

### Par année
- 2020
  - 2e du championnat de Norvège sur route espoirs
- 2021
  - 6e étape du Tour de l'Avenir
- 2025
  - Classement général du Tour de Slovénie

### Résultats sur les grands tours

#### Tour de France
1 participation
- 2025 : 76e

### Classements mondiaux
| Année                                 | 2020 | 2021 | 2022 | 2023 | 2024  |
| ------------------------------------- | ---- | ---- | ---- | ---- | ----- |
| Classement mondial                    | 867e | 568e | 712e | 988e | 2125e |
| UCI Europe Tour                       | 687e | 455e | 547e | nc   | nc    |
|                                       |      |      |      |      |       |
| Légende : nc = non classéSource : UCI |      |      |      |      |       |

## Palmarès en cyclo-cross
- 2018-2019
  - 2e du championnat de Norvège de cyclo-cross